# Chiesa di San Carlo dei Barnabiti
La chiesa di San Carlo dei Barnabiti è un luogo di culto cattolico sconsacrato che si trova in via Sant'Agostino nel quartiere Oltrarno di Firenze.

## Storia

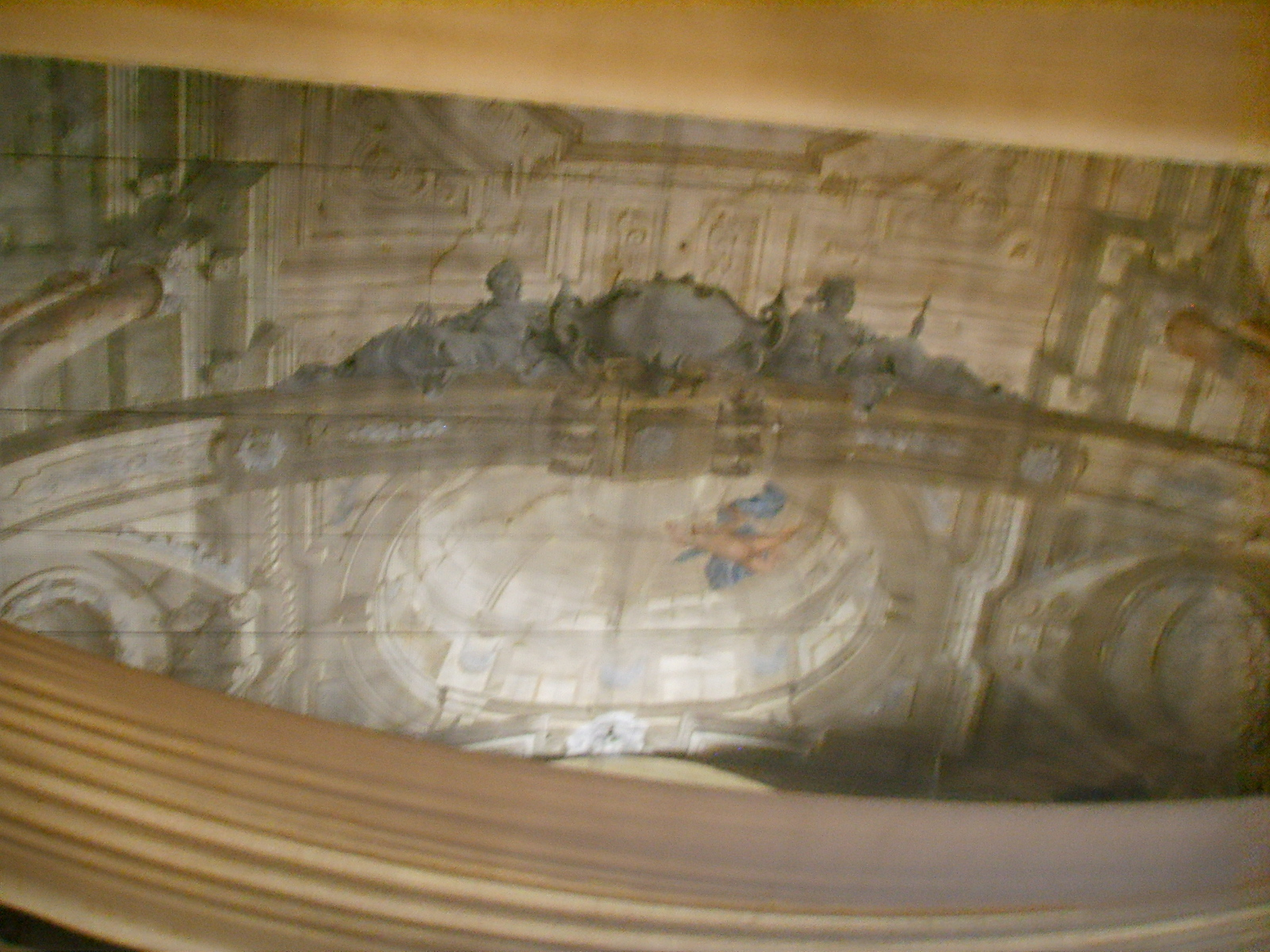
Affreschi sul soffitto

L'edificio fu costruito da Gherardo Silvani nel 1636 per l'ordine dei Barnabiti o Chierici regolari di San Paolo, che già dal 1627 vi avevano ottenuto un piccolo oratorio grazie all'intercessione di Maria Maddalena d'Austria per papa Urbano VIII. 
L'importanza che l'ordine raggiunse agli inizi del Settecento si riflette nella ricchezza della decorazione della chiesa: la tribuna venne costruita da Filippo Billi, la volta affrescata da Sigismondo Betti con la Gloria della Vergine con san Paolo e san Carlo Borromeo (1721), le finte architetture da Bernardino Ciurini (1743), le quadrature prospettiche da Domenico Stagi (1757-1758) ed altre pitture da Giuseppe Zocchi (cupola e pennacchi, 1747). 
Sono disperse e irrintacciabili invece le pale d'altare laterali, tutte di forma ovale, ricordate dal Richa e dalla guida del Fantozzi (1848, cit. in bibliografia). Esse erano un San Giovanni Nepomuceno di Ignazio Hugford, il Beato Alessandro Sauli di Pietro Marchesini, poi due storie di san Giovanni Nepomuceno dell'Hughford (Il Santo gettato dal ponte e il Martirio del santo) e due episodi della vita del beato Sauli di Giuseppe Zocchi (Elemosina ai poveri e restituzione della vista a un cieco), a cui va aggiunto un tondo più piccolo dell'Angelo custode, sempre dell'Hugford.
Con la soppressione leopoldina del 1783 passò in mani private fino al 1838, quando venne acquistata dagli Scolopi che ne fecero rimodernare la facciata da Leopoldo Pasqui (1843) e la tennero fino al 1866, annessa alle scuole in via Sant'Agostino 19. Destinata poi ad aula e palestra, fu saltuariamente adibita ad uso culturale. 
Attualmente (2025) sono in corso ingenti lavori di restauro, al termine dei quali è stata ventilata l'ipotesi di farne un infopoint per turisti, idea che ha suscitato l'immediata reazione dei residenti del rione di San Frediano, che hanno lanciato una campagna per affidare lo spazio invece a un comitato che lo gestisse con un patto di collaborazione tra cittadini attivi e amministrazione comunale, creando un centro culturale e il primo museo rionale di Firenze, dedicato all'Oltrarno. L'amministrazione ha colto con favore la proposta, che adesso sarebbe in corso di realizzazione.

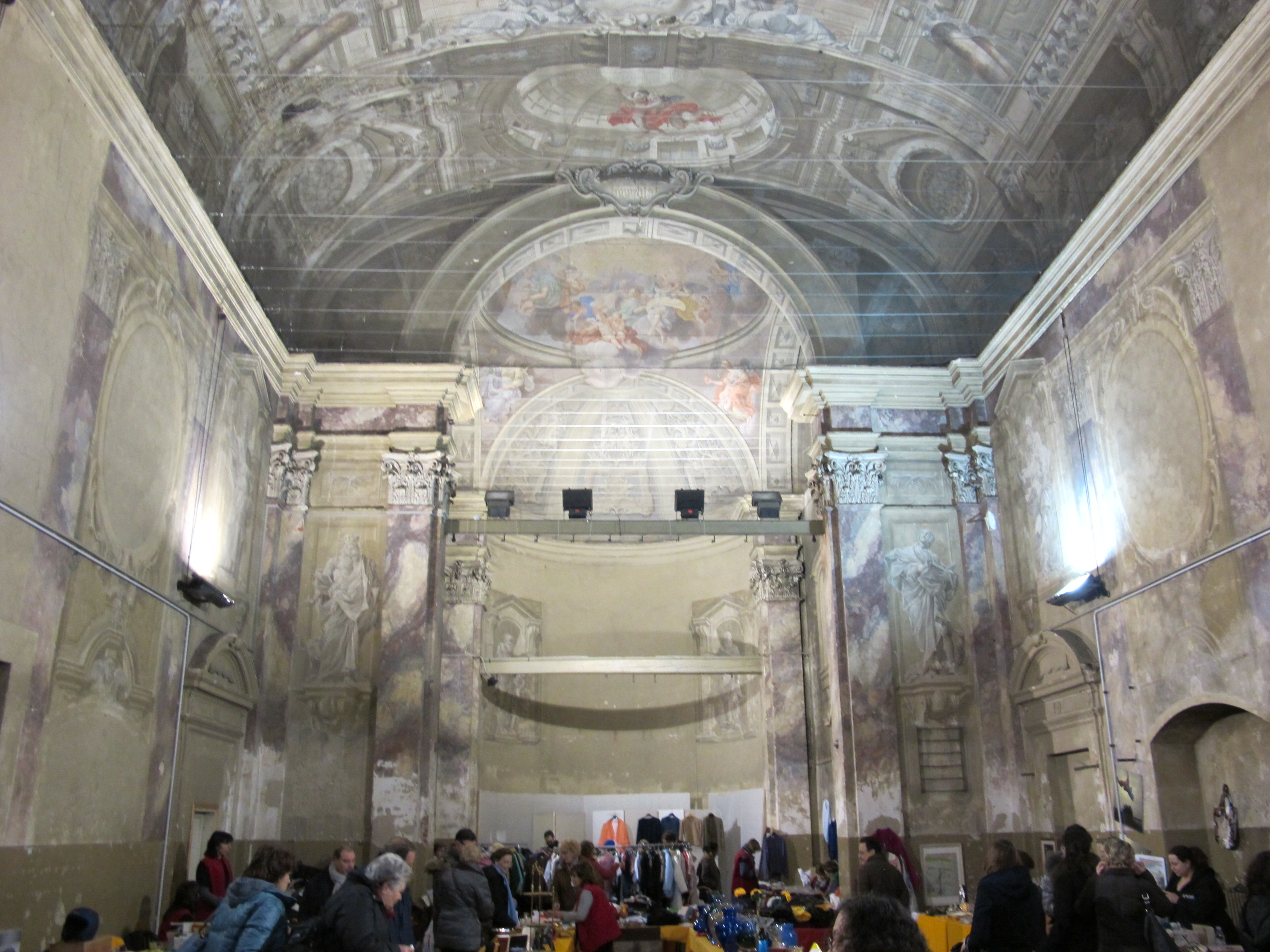
Interno